# Arne Garborg
Arne Garborg, născut Aadne Eivindsson Garborg (n. 25 ianuarie 1851 - d. 14 ianuarie 1924) a fost un scriitor norvegian.
Exponent de seamă al grupării naturaliste Christiania-Bohème, opera sa evocă universuri incerte de basm și vis, având ca punct de plecare atmosfera locală norvegiană.

## Opera
- 1883: Studenți țărani ("Bondestudentar")
- 1886: Din lumea bărbaților ("Mannfolk")
- 1891: Suflete obosite ("Trætte Mænd")
- 1892: Pacea ("Fred")
- 1895: Haugtussa
- 1899: Tatăl pierdut ("Den burtkomme Faderen").

A tradus Odiseea în norvegiana modernă.
A fondat revista Fedraheim.
1. ↑  Norsk biografisk leksikon
2. ↑  LIBRIS, 2 octombrie 2012, accesat în 24 august 2018
3. ↑  CONOR.SI[*] Verificați valoarea |titlelink= (ajutor)
4. ↑  Autoritatea BnF, accesat în 10 octombrie 2015